# توازن الكتلة
توازن الكتلة في الكيمياء والفيزياء (بالإنجليزية:mass balance )هو تطبيق لقانون بقاء المادة عند تحليل نظام فيزيائي. فعن طريق حساب المواد الداخلة إلى النظام والمواد الخارجة منه يمكن تقدير كمية أي مادة هربت من النظام أو لم يمكن قياسها. وينبع هذا من القانون القائل بأن: المادة لا تفنى ولا يمكن نشأتها من عدم .
ويستخدم توازن الكتلة في مجالات كثيرة من ضمنها الهندسة وفي تحليل عوامل البيئة. وعلى سبيل المثال نأخذها في الحسبان في التفاعلات الكيميائية وكذلك لتقدير كميات المواد الصناعية الضارة بالبيئة. كما نأخذها في الحسبان في تحليل تعداد السكان وتوازن الطاقة وفي الكيمياء ما يعرف بتوازن الإنتروبية. ويهمنا مراعاة توازن الكتلة أيضا في ابتكاراتنا في تصميم وتحليل نظام مثل دورة تبريد والثلاجة.

## مقدمـــة
المقولة العامة عن توازن الكتلة تقول: المادة الداخلة إلى نظام إم أن تبقي في النظام أو تخرج منه. 
ونصيغ تلك المقولة رياضيا لنظام (في حالة عدم وجود تفاعل كيميائي) كالآتي:
{\displaystyle \mathrm {Input} =\mathrm {Output} +\mathrm {Accumulation} \,}
أي :
الكتلة الداخلة = الكتلة الخارجة + الكتلة المكومة
وينطبق ذلك أيضا على التفاعلات الكيميائية فيكون مجموع كتلة المواد الداخلة في التفاعل مساويا لمجموع كتل المواد الخارجة من التفاعل بما فيها كتلة الغاز المتحرر (في حالة نشأة غاز كأحد نواتج التفاعل).

## مثال
عندما يتفاعل الميثان مع الأكسجين في تفاعل الاحتراق الكامل ، فإن 16 جرام من غاز الميثان يحتاج إلى 64 جرام من الأكسجين. فيتكون 44 جرام من ثاني أكسيد الكربون و36 جرام من الماء.
وعندما نحسب كمية المواد الداخلة في التفاعل ، والمواد الناتجة من التفاعل ، نجد:
المواد الداخلة في التفاعل = 16 + 64 = 80 جرام
المواد الخارجة من التفاعل = 44 + 36 = 80 جرام
وهما متساويان حيث أن كمية كل منهما 80 جرام.

## اقرأ أيضا
- تركيز
- تخفيف (كيمياء)
- معدل التفاعل
- ثابت معدل التفاعل
- توازن ترموديناميكي
- توازن دينامي
- مول
- جزء مولي
- كتلة مولية
- نظام حركة حرارية
- نظرية التصادم